# Discoceps fasciatus
Discoceps fasciatus là một loài bọ cánh cứng trong họ Cerambycidae.